# Decyfer Down
Decyfer Down — христианская рок-группа из Северной Каролины. Появилась на свет в 1999 году.

## История
Decyfer Down сформировались в 1999 году гитаристом Брендоном Майлсом и ударником Джошом Оливером. Играя сначала акустический рок, позже группа переключилась на более тяжёлый саунд. Брат барабанщика, Калеб Оливер, занял место бас-гитариста группы, но в 2002 году его сменил Крис Клонтс. Его приход в коллектив ознаменовался новым звучанием, и группа начала играть рок в стилистике таких групп, как Puddle of Mudd, Breaking Benjamin, Crossfade и Adema.
Первый релиз Decyfer Down выпустили в 2006 году, им стал дебютный альбом «End of Grey». Вышел он в знаменательный день 6 июня 2006 года (666). Все выпущенные с альбома синглы — «Fight Like This», «Burn Back the Sun», «No Longer» and «Life Again», достигли первого места в американском «Christian rock chart». Сам альбом занял #43 в «Top Christian Albums». На песню «Fight Like This» был снят клип.
Осенью 2006 года группа отправилась в тур «Days of The Reckoning Tour» вместе с Pillar, Day of Fire и The Showdown.
30 сентября 2009 года вышел сингл «Crash» с готовящегося к релизу одноимённого альбома. Песня покорила христианские чарты.
Второй сингл «Fading» вышел 28 января 2009 года, и снова возглавил национальный христианский чарт.
Третий сингл «Desperate» вышел в одно время с альбомом — 5 мая 2009 года, и в седьмой раз занял #1 в «Christian rock chart». Сам альбом дебютировал на #66 в Billboard 200 с 6000 проданных копий, был номинирован на "52-й церемонии «Грэмми» в номинации «Best Rock Gospel Album».
В марте 2010 года группа объявила, что приступила к написанию материала для третьего студийного альбома. Альбом получил название «Scarecrow» и вышел в свет 27 августа 2013 года.

## Дискография

### Студийные альбомы
| Год  | Название                   | Лейбл                      | Чарты | Чарты   | Чарты        | Чарты        |
| Год  | Название                   | Лейбл                      | US    | US Rock | US Hard Rock | US Christian |
| ---- | -------------------------- | -------------------------- | ----- | ------- | ------------ | ------------ |
| 2006 | End of Grey                | SRE Recordings/INO Records | —     | —       | —            | 43           |
| 2009 | Crash                      | INO Records                | 66    | 21      | 9            | 3            |
| 2013 | Scarecrow                  | Fair Trade Services        | —     | —       | 15           | 14           |
| 2016 | The Other Side of Darkness | Fuel                       | -     | -       | -            | -            |

### Синглы
| Год  | Название            | Позиция           | Позиция             | Альбом      |
| ---- | ------------------- | ----------------- | ------------------- | ----------- |
| Год  | Название            | ChristianRock.Net | Hot Christian Songs | Альбом      |
| 2006 | «Fight Like This»   | 1                 | -                   | End of Grey |
| 2006 | «Burn Back The Sun» | 1                 | -                   | End of Grey |
| 2007 | «No Longer»         | 1                 | -                   | End of Grey |
| 2007 | «Life Again»        | 1                 | -                   | End of Grey |
| 2008 | «Crash»             | 1                 | -                   | Crash       |
| 2008 | «Fading»            | 1                 | -                   | Crash       |
| 2008 | «Desperate»         | 1                 | 18                  | Crash       |